# Siècle d'or polonais
Pour les articles homonymes, voir Siècle d'or.
 (signalé en mai 2025).
Si vous disposez d'ouvrages ou d'articles de référence ou si vous connaissez des sites web de qualité traitant du thème abordé ici, merci de compléter l'article en donnant les références utiles à sa vérifiabilité et en les liant à la section « Notes et références ».
- Archive Wikiwix
- Bing
- Cairn
- DuckDuckGo
- E. Universalis
- Gallica
- Google
- G. Books
- G. News
- G. Scholar
- Persée
- Qwant
- (zh) Baidu
- (ru) Yandex
- (wd) trouver des œuvres sur Wikidata

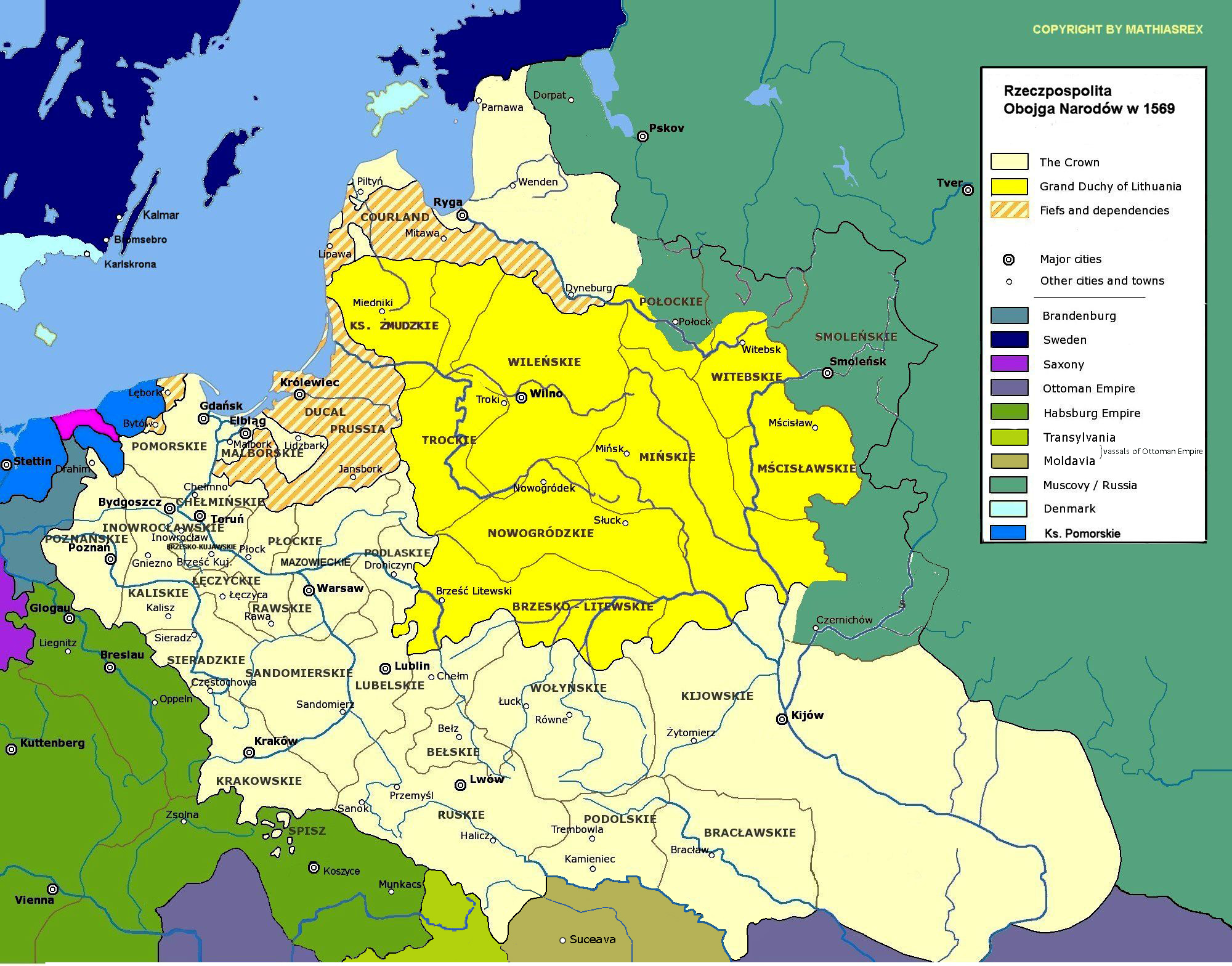
Étendue territoriale polonaise en 1569

Le Siècle d'or polonais correspond à l'époque s'étendant du XVe siècle au milieu du XVIIe siècle.
La Pologne était alors un pays étendu et prospère. Au milieu du XVIe siècle, sa superficie était de 990 000 km2 et elle comptait environ 11 millions d’habitants. La Pologne était alors le plus grand pays d’Europe et le fournisseur principal de denrées (bois, blé, bétail…) à l’Europe de l'Ouest, où le besoin en ressources agricoles était important. L’artisanat était aussi en plein essor et contribuait à l’expansion et la multiplication des villes.
L’essor économique contribua par ailleurs à un essor culturel découlant de l’influence de la Renaissance et de la Réforme protestante. C’est avant tout l’époque de Nicolas Copernic, fondateur du système héliocentrique et de la théorie de la fondation du monde. C’est aussi l’époque des grands écrivains politiques et religieux, contribuant à l’essor de la littérature, tels qu'Andrzej Frycz Modrzewski, Piotr Skarga, Jan Kochanowski, Łukasz Górnicki, Mikołaj Rej ou encore Johannes Dantiscus. L’architecture florissante conduit à l’établissement d’un style Renaissance polonais.
Sur le plan international, la république des Deux Nations (Rzeczpospolita) a une influence forte. Alors que la majeure partie des pays européens s’enfonce dans la monarchie absolue, la Pologne développe un régime démocratique qui s'appuie sur la noblesse. Cette dernière est la représentante de la Nation et une monarchie parlementaire est instaurée.